# Selenia albilinearia
Selenia albilinearia là một loài bướm đêm trong họ Geometridae.